# Mont Giluwe
El Mont Giluwe és la segona muntanya més alta de Papua Nova Guinea amb 4.368 metres, per darrere el Mont Wilhelm, la més alta del país. És un antic volcà d'escut amb grans prats alpins. Les emissions de lava antigues van formar un cim amb dues muntanyes juntes, la de l'est fa 4.300 m d'altitud. Giluwe té la distinció de ser el volcà més alt del continent australià i un dels 7 cims volcànics més alts del món per continents.

## Geologia
El volcà es va formar entre 650 000–800 000 anys enrere, probablement com un estratovolcà de similar alçada que l'actual pic. Les glaciacion del Plistocè l'afectaren erosionant i donant la seva forma actual als cims. Hi va haver més erupcions fa entre 220 000–300 000 anys. A l'Edat de Gel hi va haver, als vessants superiors, un casquet de gel de 150 m de gruix amb un sòl nunatak per sobre la superfície glaçada. Encara hi roman un circ glacial i una vall en forma d'U. Actualment per sobre dels 3.400 m d'altitud hi ha glaçades nocturnes i nevades ocasionals.

## Història
Els exploradors australinas Mick Leahy, i el seu germà Dan, varen ser els primers occidentals en arribar al cim, un altre explorador Jack Hides també digué que va ser el primer a arribar-hi l'any 1935. Hides els va anomenar Minaret Mountains. Però aquest nom no va ser acceptat i Leahy informà la Royal Geographical Society qui li va donar un premi i publicà el descobriment en la seva revista.

## Flora i fauna
Els vessants mostren diverses zones de vegetació (biomes). Entre 2500 i 2800 m la selva plujosa montana baixa dominada pels arbres Nothofagus i Elaeocarpus amb grans Pandanus incloent la planta enfiladissa Freycinetia, bambú enfiladís, molts gingebres, orquídies, falgueres, herbes i arbusts incloent Begonia. Les aus inclouen els endemismes dels Casuarius nans. Per sobre d'aquesta zona hi ha la selva plujosa montana superior o “bosc de molsa” amb arbres coberts de molsa com els del gènere Quintinia i coníferes com Papuacedrus i Podocarpus. El terra està cobert de falgueres de molt tipus incloent Blechnum, Hymenophyllaceae i la molsa més grossa del món (Dawsonia superba) de fins a 55 cm d'alt. Els Rhododendrons creixen com epífits als arbres i el mateix fan orquídies especialitzades en aquest bosc nebulós.
A 3200 m el bosc molsós s'obre en un prat subalpí. Aquí hi viuen els endemismes falgueres arborescents. Flors delicades creicen entre kes herbes en forma de tussock incloent Veronica, Viola i Gaultheria. A les torberes hi ha granotes endèmiques. També s'hi troba l'endemisme Phalanger, una espècie de pòssum. Hi ha restes relictes del bosc subalpí amb Rhododendrons i Dimorphanthera amb líquens penjant de les branques. Per sobre dels 3.400 metres hi ha un altiplà alpí amb plantes en coixí, Astelia reptants, i molses. Hi ha nombrosos llacs Tarn i baies alpines (Vaccinium) i aster en zones rocoses.